# 91º Reggimento fanteria "Basilicata"
Il 91º Reggimento fanteria "Basilicata" è stata un'unità militare del Regio Esercito Italiano e, con la denominazione di 91º Battaglione fanteria "Lucania" è stata un'unità militare dell'Esercito Italiano erede delle tradizioni e della storia del 91º Reggimento fanteria.

## Storia

### Le origini
Il 91º Reggimento Fanteria viene costituito in Napoli il 1º novembre 1884 dando vita, insieme al 92º Reggimento, alla Brigata Basilicata. Le sue origini si ricollegano alla Brigata garibaldina dei "Cacciatori Lucani" che, nel 1860, parteciparono alle presa di Napoli.
La continuità ideale è rappresentata dalla consegna della Bandiera di guerra da parte delle Dame di Potenza nel marzo 1885.
Partecipò, con alcuni reparti, alla campagna italo-etiopica lasciando sul terreno molti caduti nel corso della disfatta di Adua e, successivamente, alla guerra italo-turca del 1911-12.

### Prima guerra mondiale
All'inizio della prima guerra mondiale la Brigata si trovava a Longarone, inquadrato nella Brigata "Basilicata" raggiungendo il 15 giugno 1915 il fronte del Cadore. Nel mese di ottobre viene trasferito nel settore del Col di Lana e nel febbraio 1916 nel settore del monte Cristallo.
Nel mese di maggio il 91° passa sul Col Rosà e il 31 marzo 1917 cambia settore delle operazioni, inviato in val Travignolo tra il Paneveggio e cima Bocche;, permanendo in tale zona permane sino ad ottobre. Causa lo sfondamento del fronte a Caporetto, la Brigata è costretta a raggiungere la linea del Piave, attestandosi tra il monte Tomba e Pederobba. Il 15 novembre il nemico attacca con l'intenzione di sorpassare il Piave davanti alle trincee del 91º fanteria che sventa il forte tentativo e solo il giorno 19 i reparti in linea presso Pederobba abbandonano le posizioni ormai indifendibili e si ritirano sulla sponda destra del Piave.
Nei giorni seguenti la pressione austriaca non accenna a diminuire, vengono ceduti brevi tratti di trincea, ripresi con attacchi alla baionetta da reparti della Basilicata assieme a Bersaglieri del XXV battaglione e placatasi la battaglia, il 13 ottobre, ritorna in linea nel settore del monte Asolone; a metà gennaio del 1918, la Brigata "Basilicata" raggiunge Bassano ed in febbraio ritorna nelle trincee del monte Asolone. In previsione della battaglia del solstizio, il 91° ed il 92° fanteria presidiano l'immediata retrovia del Grappa e il 15 ebbe inizio l'attacco con parziali successi verso la regione dei Colli Alti del Grappa che vengono rioccupati da reparti italiani già nei giorni seguenti e nella battaglia finale sul Col Caprile e in Val Cismon meritò la Medaglia d'argento al Valor Militare alla bandiera del reggimento con la seguente motivazione e una citazione sul Bollettino di Guerra del Comando Supremo (nº 1121) del 19 giugno 1918
Il 24 ottobre i reparti italiani passano il Piave con obiettivo Vittorio Veneto, sul Grappa e la "Basilicata" punta sulle posizioni ancora in possesso del nemico presso l'Asolone. Fino al 3 novembre, giorno dell'armistizio, la "Basilicata" avanza incontrando sempre tenace resistenza da parte austriaca, ed il 4 novembre termina le ostilità nei pressi di Strigno.

### Periodo tra le due guerre
Alla cessazione delle ostilità, il 91º Reggimento si trasferì a Flambro nell'udinese, poi a Varese, facendo rientro il 15 ottobre 1919 a Torino rioccupando la Caserma Pietro Micca.
Nel 1925, col R.D. del 4 settembre, Umberto di Savoia, Principe di Piemonte ed Erede al trono d'Italia venne assegnato come ufficiale al 91º Reggimento e col grado di Tenente assunse il comando del 1º plotone della 5ª compagnia, rimanendovi fino al 15 marzo 1926 quando, conseguita la promozione al grado di Capitano, passo al 92º Reggimento della stessa Brigata, reggimento che tornerà a comandare da colonnello nel 1929.
Con l'applicazione della legge 11 marzo 1926 sull'ordinamento del Regio Esercito, prende il nome di 91º Reggimento Fanteria "Basilicata" ed in seguito della formazione delle Brigate su tre reggimenti viene assegnato alla I Brigata di Fanteria, assieme al 92º Reggimento "Basilicata" e al 90º Reggimento "Salerno", articolato su tre battaglioni.
Nel 1935-36 prese parte al conflitto in Etiopia concorrendo alla mobilitazione del 63º Reggimento fanteria con il primo battaglione composto da 30 ufficiali e 1002 soldati.
Con la formazione delle divisioni binarie, il 5 aprile 1939 viene inserito nella Divisione di fanteria "Superga" (1ª) nella quale vennero anche inquadrati il 92º Reggimento fanteria e il 5º Reggimento Artiglieria per divisioni di fanteria, cambiando la propria denominazione in 91º Reggimento fanteria "Superga".

### Seconda guerra mondiale
All'ingresso dell'Italia nel secondo conflitto mondiale risulta schierata sul fronte alpino occidentale.
Nel 1941 il reggimento è di stanza in territorio metropolitano e viene designato come unità da sbarco nelle isole maltesi.
Nel 1942, nel mese di novembre il reggimento viene trasferito in Tunisia, dove fra gennaio e maggio del 1943, combatte inquadrato nella 5. Panzerarmee tedesca fino alla resa, avvenuta il 12 maggio 1943. Il reggimento venne sciolto in zona di guerra per eventi bellici e, su ordine del Colonnello Gabriele Barone, ultimo Comandante del 91º fanteria "Superga", il sottotenente Alfiere Dario Gerosa, accompagnato dal Maggiore Gabriele Trompeo, a bordo della Nave Ospedale "Toscana" sbarcarono in Italia portando in salvo la Bandiera reggimentale. Il giorno seguente 13 maggio le truppe dell'Asse in Africa si arresero agli alleati.

### 91º Battaglione fanteria "Lucania"
Il 1º febbraio 1977, a Potenza, presso la Caserma Lucania venne costituito il 91º Battaglione fanteria "Lucania" per trasformazione del preesistente distaccamento del 244º Battaglione fanteria "Cosenza"; il nuovo reparto ha ereditato la Bandiera, le mostrine e le tradizioni dell'antico 91º Reggimento e venne inquadrato nella 21ª Zona Militare di Salerno. La bandiera di guerra è stata assegnata al battaglione con Decreto del presidente della Repubblica14 n.° 173 del 14 marzo 1977, pubblicato sulla Gazzetta Ufficiale n.° 124 del 9 maggio 1977.
Dopo tre anniil 91º Battaglione ha mostrato slancio e spirito di abnegazione nell'organizzazione immediata dei soccorsi per il grave sisma che il 23 novembre 1980 colpì l'Irpinia e la Basilicata e nonostante fosse solo un reparto con compiti addestrativi e, per giunta, con uno scaglione di reclute incorporate da soli pochi giorni, dimostrò nella circostanza coraggio e abilità, meritando una medaglia d’argento al Valore dell’Esercito.
Dal 1985 al 1991 il reparto assunse fisionomia operativa trasformandosi in 91º Battaglione motorizzato "Lucania".
Dal 1º luglio 1991 viene inquadrato nella 8ª Brigata bersaglieri "Garibaldi", riprendendo compiti addestrativi già svolti in precedenza assumendo la denominazione di 91º battaglione "Lucania".
Il 1º ottobre 1997 il 91º battaglione "Lucania" è passa alle dipendenze del Comando Regione Militare Meridionale e dal 1º gennaio 1999 alle dipendenze del 2º Comando delle forze di difesa.
Il reparto è stato sciolto nel 2009.

## Stemma
Scudo: inquartato in Croce di S. Andrea: nel primo d'azzurro al silfio d'oro reciso di Cirenaica; nel secondo d'argento alla fascia ondata d'azzurro caricata da tre filetti d'argento (Basilicata); nel terzo d'azzurro alla banda cucita di rosso, attraversata da un leone d'oro, coronato dello stesso e sormontato da tre stelle d'argento ordinate in fascia (Potenza); nel quarto d'argento ad un monte all'italiana di tre cime d'azzurro.
Corona turrita.
Ornamenti esteriori:
lista bifida: d'oro, svolazzante, collocata sotto la punta dello scudo, incurvata con la concavità rivolta verso l'alto, riportante il motto: "UBICUMQUE VICTORES"
Onorificenza: accollata alla punta dello scudo con l'insegna dell'Ordine Militare d'Italia pendente al centro del nastro con i colori della stessa.
Nastri rappresentativi delle ricompense al Valore:

## Insegne e Simboli
- Il Battaglione indossava il fregio della Fanteria (composto da due fucili incrociati sormontati da una bomba con una fiamma dritta). Al centro nel tondino è riportato il numero "91".
- Le mostrine del battaglione erano rettangolari di colore cremisi con riga centrale bianca e Alla base della mostrina si trova la stella argentata a 5 punte bordata di nero, simbolo delle forze armate italiane.

## Motto del Reggimento
"Ubicumque victores". Il significato del motto del Reggimento è: "Ovunque vincitori".

## Festa del reggimento
18 novembre, anniversario del fatto d'arme del Monfenera e Pederobba (1917) per il quale al 91° fu conferita la Medaglia d'Argento al Valor Militare.